# 129209 Robertburt
129209 Robertburt este o planetă minoră (asteroid) din centura de asteroizi. A fost descoperită pe 10 iulie 2005 la Catalina Station⁠(d) de Catalina Sky Survey. 
Obiectul prezintă o orbită caracterizată de o semiaxă mare de 3,1253213087819 UAi, o excentricitate de 0,07, o înclinație de 10,9 ° în raport cu ecliptica.